# Дикран зелений
Дикран зелений (Dicranum viride) — вид мохів порядку дикранальних (Dicranales). Вид занесений до Бернської конвенції та інших природоохоронних документів.

## Опис
Рослини в пухких або щільних пучках, від жовтуватого до темно-зеленого, глянцевого або матового забарвлення. Стебла 1.5–4.5 см, рідко запушені білувато-червонувато-коричневими ризоїдами. Листки прямовисно-розлогі чи дещо серпувато-однобічні, жорсткі, знизу прямі та згинаються вгорі, коли сухі, гладкі, (3)4–6(7) × 0.5–0.8 мм, більшість кінчиків листя обламані; краї цілі, іноді злегка зубчасті на верхівці. Вид дводомний; чоловічі рослини такі ж великі, як жіночі. Коробочкові ніжки 1–1.6 см, поодинокі, від жовтого до червонувато-коричневого забарвлення. Коробочка 1.5–2.5 мм, пряма, гладка, злегка борозниста, коли висихає, від коричневого до червонувато-коричневого кольору. Спори 9–22 мкм. Коробочки дозрівають навесні.

## Поширення
Батьківщиною є Європа, Північна Америка, Азія.
Зазвичай росте на основі дерев (зазвичай листяних, але іноді хвойних, особливо туї), трухлявих колод, пнів, рідше на ґрунті та кислих або вапнякових породах.

## Охорона
Стан більшості природних популяцій виду в межах ареалу залишається більш-менш стабільним. Саме тому він, згідно Червоного списку МСОП, отримав охоронний статус «відносно благополучний вид». Але в окремих регіонах спостерігається тенденція до зниження чисельності популяції виду, що потребує запровадження охоронних заходів. Тому, дикран зелений занесений до Додатку І Бернської конвенції (охоронна категорія: вид підлягає особливій охороні), Резолюції 6 цієї конвенції (охоронна категорія: вид потребує спеціальних заходів збереження його оселищ), а також до Директиви Європейського Союзу 92/43/ЄС «Про збереження природних оселищ та видів природної фауни і флори» (Додаток ІІ. Види рослин і тварин, що становлять особливий інтерес для Європейського Союзу, збереження яких потребує створення територій особливої охорони).